# Citigroup Centre, London
Citigroup Centre är ett kontorskomplex i Canary Wharf i London, Storbritannien. Det är den amerikanska bank- och finanskoncernen Citigroups huvudkontor för Europa, Mellanöstern och Afrika. Kontorskomplexet består av två byggnader - 33 Canada Square (känd som "CGC1") och 25 Canada Square (känd som "CGC2"), på en yta av totalt 170,000 m².
33 Canada Square, eller Citigroup Centre 1, den mindre av de två byggnaderna, ritades av Norman Foster. Byggnaden, som är 100 meter hög och 18 våningar, stod färdig 1999, två år innan grannen.
25 Canada Square, eller Citigroup Centre 2,  ritades av César Pelli. Byggnaden, som är 200 meter och 45 våningar, är tillsammans med HSBC Tower en av Storbritanniens högsta byggnader tillsammans med One Canada Square. och stod färdig 2001